# جيمس آي. كون
جيمس آي. كون (بالإنجليزية: James I. Cohn)‏ هو محامي وقاضي أمريكي، ولد في 23 ديسمبر 1948 في مونتغومري في الولايات المتحدة.